# Vítod nahořklý

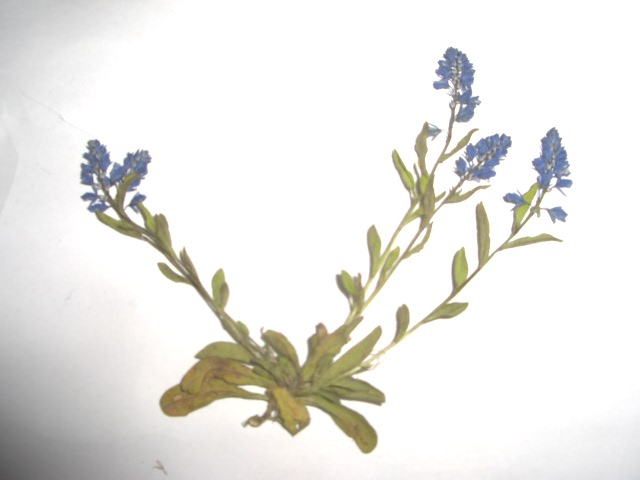
Nákres vítodu nahořklého

Vítod nahořklý (Polygala amarella) je nízká, planě rostoucí bylina, v české přírodě původní druh, vykvétající asi půl cm dlouhými květy barvy modré, růžové nebo i bílé. Podle stanoviště kvete od konce května do konce srpna.

## Rozšíření
Evropská rostlina, která se vyskytuje nejčastěji v západní a střední Evropě, na severu po střed Skandinávského poloostrova a na východě až po Ural. V České republice roste roztroušeně v termofytiku až mezofytiku, v chladnějších oblastech je vzácná. V Čechách je nejhojnější v Polabí a Českém středohoří, na Moravě v Dolnomoravském úvalu, v okolí Vsetína a v Bílých Karpatech.

## Popis
Vytrvalá bylina s četnými, řídce chlupatými, tenkými, přímými nebo vystoupavými lodyhami dlouhými 5 až 20 cm, které vyrůstají buď z přízemní růžice a jsou rozvětvené, nebo jako boční výhonky a bývají jednoduché. Kořen je tenký a nahnědlý.
Listy v růžici jsou zřetelně větší než listy lodyžní, jsou obvejčité až kopinaté, 2 až 3 cm velké a 1 cm široké, na bázi klínovitě zúžené a na vrcholu okrouhlé. Listy lodyžní jsou asi jen 1 až 2 cm dlouhé a 0,5 cm široké. Všechny listy jsou světle zelené a velmi hořké.
Květenství, zprvu hustý a později volnější 2 až 10 cm dlouhý hrozen, je tvořeno 8 až 25 drobnými květy barvy sytě modré, světle modré, červené, světle fialové, bělavé nebo bílé. Vejčité, na vrcholu špičaté listeny jsou dlouhé jako stopky, listence mívají délku poloviční. Pětičetné květy jsou na kratičkých, 2 mm stopkách, které jsou zpočátku přímé a po odkvětu převislé. Úzce čárkovité kališní lístky jsou za květu přitisklé, tři venkovní lístky jsou blanité, 2 mm dlouhé a dva vnitřní jsou rozšířené a vytvářejí úzce eliptická křídla až 4 mm dlouhá. Korunní lístky jsou stejně dlouhé, do poloviny srůstají a vytvářejí trubku, horní lístky jsou pyskovitě srostlé a spodní vydutý lístek má hřebenitý přívěsek s 8 až 16 úkrojky. V květu je osm tyčinek, přirostlých ve dvou svazečcích nitkami ke korunní trubce, s téměř přisedlými prašníky. Spodní semeník srostlý se dvou plodolistů nese kratičkou, přímou čnělku s bliznou. Květy bývají opylovány hmyzem a jsou schopné se opylit i vlastním pylem.
Plod je zploštěná, srdčitá, asi 4 mm velká tobolka s úzkými blanitými křídly. Obsahuje podlouhlá, 2 mm velká semena s masíčkem. Do nedalekého okolí bývají semena rozšiřována mravenci, na větší vzdálenosti větrem nebo vodou. Ploidie druhu je 2n = 34.

## Taxonomie
Vítod nahořklý je morfologicky proměnlivá rostlina, jeho poddruhy se odlišují nejen vzhledem, ale i prostředím ve které vyrůstají. Na území ČR se vyskytuje ve dvou poddruzích:
- vítod nahořklý pravý (Polygala amarella Crantz subsp. amarella)
- vítod nahořklý rakouský (Polygala amarella Crantz subsp. austriaca (Crantz) Janch.)

Na některých slatinných stanovištích se v podobných podmínkách oba poddruhy vyskytují společně.
Vítod nahořklý pravý nejčastěji roste na mírně vlhkých až vysýchavých půdách v málo propustných substrátech bohatých na minerální látky, které jsou nejčastěji chemicky neutrální. Jeho rostliny mívají větší počty nevětvených lodyh 5 až 10 cm vysokých a květy jsou obvykle bělavé a jen zřídka modré. Vyskytuje se do nadmořské výšky 780 m. Jeho početní stavy se v české přírodě snižují a je proto zařazen mezi silně ohrožené druhy (C2b).
Vítod nahořklý rakouský se spíše vyskytuje na slatinných a vlhkých kosených loukách na humózních, živinami bohatých půdách mírně alkalického charakteru. Rostliny mají méně, ale zato větvených lodyh vysokých 10 až 20 cm, které mívají květy většinou sytě nebo světle modré a jen zřídka bílé. Roste pouze v planárním a kolinním stupni do nadmořské výšky 450 m. Tento poddruh se v minulosti nerozlišoval a proto není jeho výskyt přesně zmapován, je proto zařazen mezi nedostatečně prostudované druhy (C4b).

## Význam
V listech, lodyhách i kořenech jsou mnohé užitečné látky sloužící k léčbě neduhů. Obsahuje glykosidy, třísloviny a silice stimulující vylučování trávicích šťáv i usnadňující odkašlávání při nemoci průdušek. Z usušených, za květu sbíraných rostlin se vařívaly bylinné čaje proti nachlazení, zánětům horních cest dýchacích, průjmům i nechutenství. Práškový kořen zase léčíval nemoci ledvin, vodnatelnost i dnu. Bylina je natolik hořká, že se ji pasoucí se dobytek vyhýbá. V České republice je rostlinou chráněnou a nelze ji v přírodě sbírat.

## Galerie

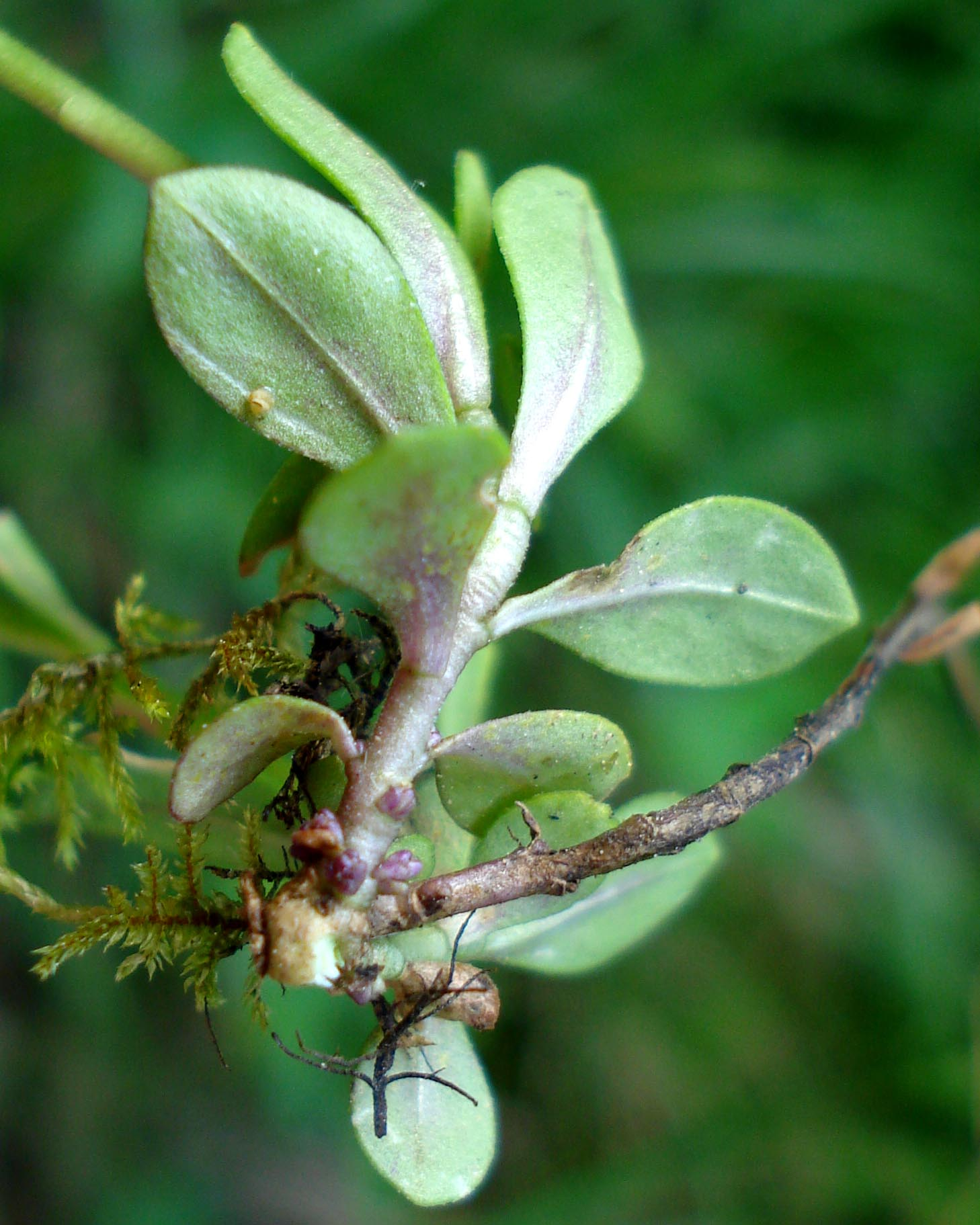
Mladá rostlina
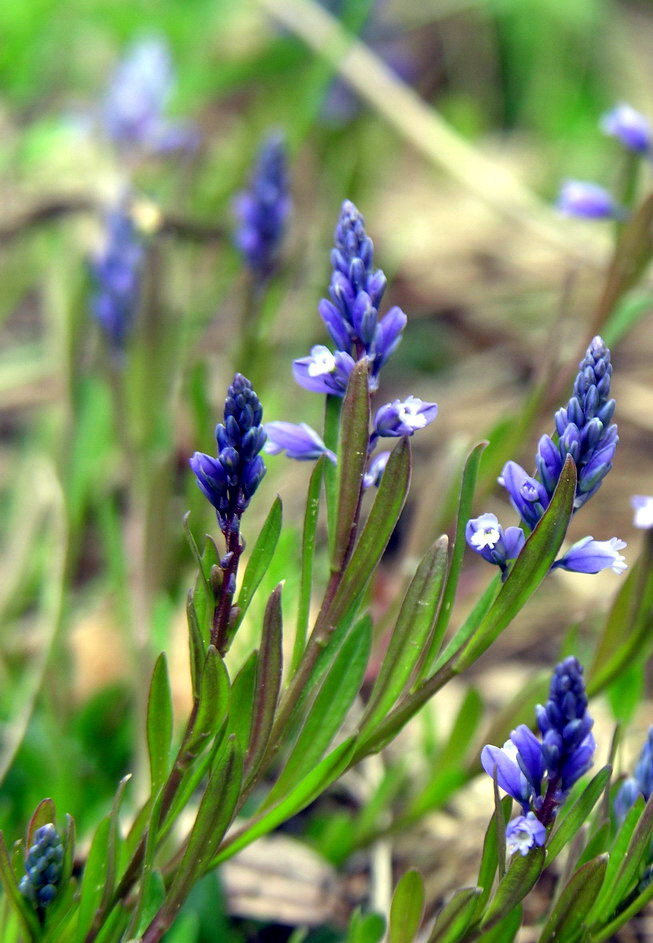
Kvetoucí rostlina
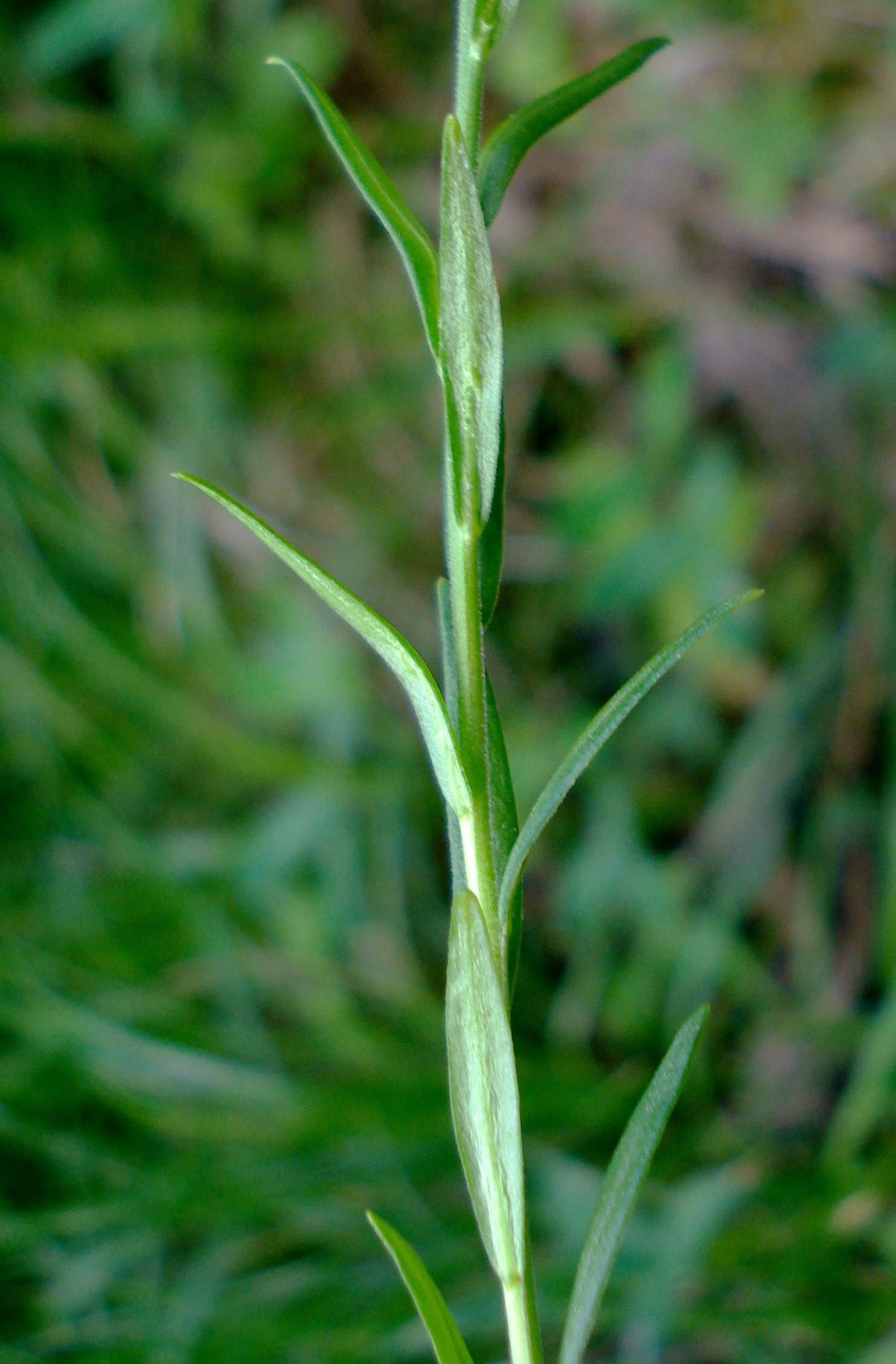
Lodyžní listy
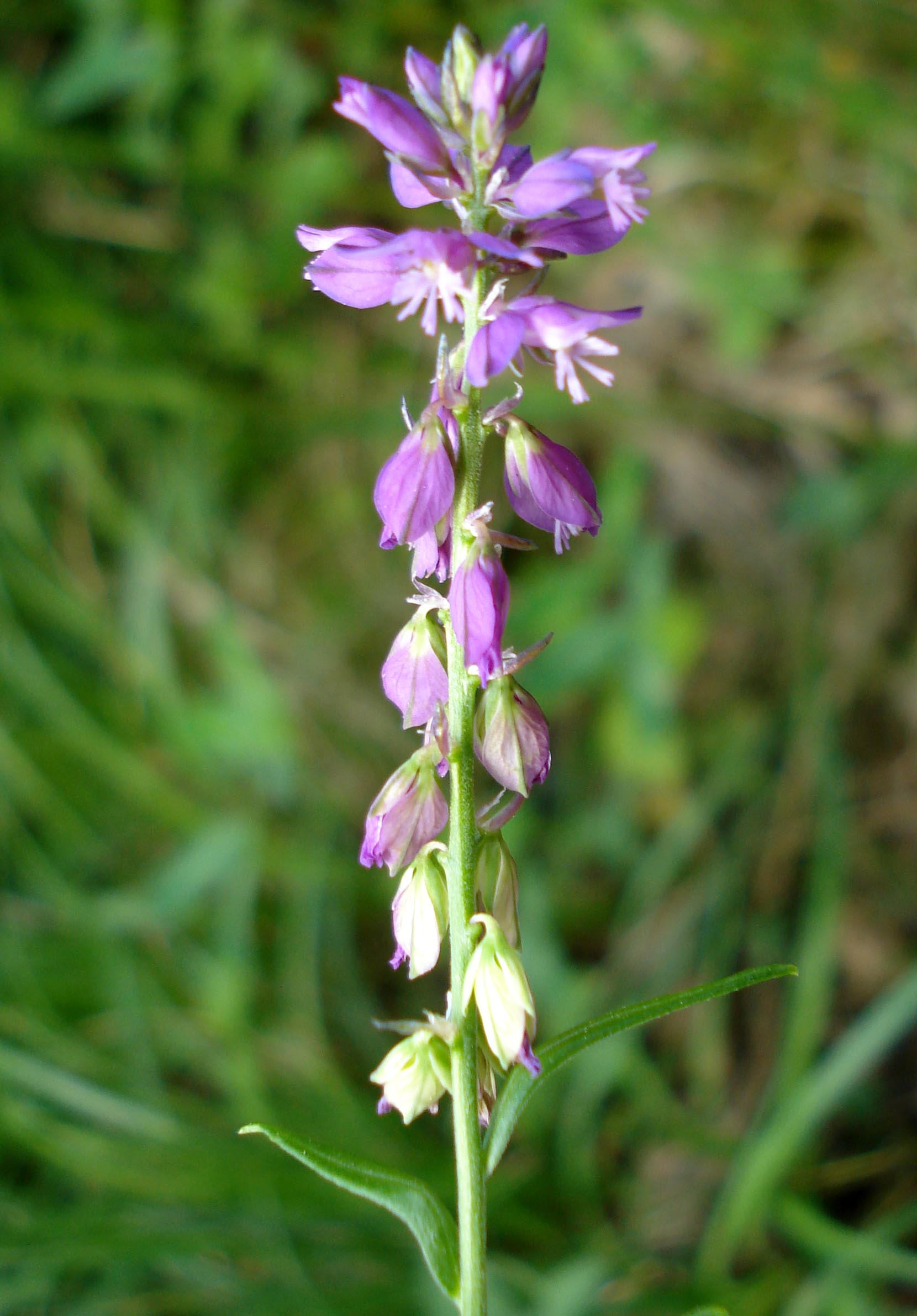
Květenství